# Дженніфер Яніска
Дженніфер Яніска (нім. Jennifer Janiska, до шлюбу — нім. Jennifer Geerties; 5 квітня 1994, Нордхорн, Нижня Саксонія) — німецька волейболістка. Віцечемпіонка Європи 2013 року. Була капітаном національної збірної. Переможниця клубного чемпіонату світу і Європейської волейбольної ліги. Найкраща волейболістка Німеччини 2022 року.

## Клуби
| Роки      | Команди                    |
| --------- | -------------------------- |
| 2009—2010 | «Емліхгайм»                |
| 2010—2013 | «Олімпія 93» (Берлін)      |
| 2013—2014 | «Роте Рабен» (Фільсбібург) |
| 2014—2019 | «Пальмберг» (Шверін)       |
| 2019—2020 | «Імоко» (Конельяно)        |
| 2020—2024 | «Дрезднер СК 1898»         |
| 2024—     | «Медісон»                  |

## Досягнення
У збірній
Чемпіонат Європи
- Друге місце (1): 2013

Європейська ліга
- Перше місце (1): 2013
- Друге місце (1): 2014

У клубах
Клубний чемпіонат світу
- Перше місце (1): 2019

Кубок ЄКВ
- Півфінал (2): 2016, 2018

Кубок виклику ЄКВ
- Півфінал (2): 2015, 2017

Чемпіонат Німеччини
- Перше місце (2): 2014, 2019
- Друге місце (2): 2017, 2022
- Третє місце (3): 2018, 2021, 2024

Кубок Німеччини
- Перше місце (2): 2009, 2020
- Друге місце (2): 2017, 2022

Суперкубок Німеччини
- Перше місце (3): 2017, 2018, 2021

Кубок Італії
- Перше місце (1): 2020

Суперкубок Італії
- Перше місце (1): 2019

## Статистика
Статистика виступів на чемпіонатах світу:
| Рік  | Турнір          | Ігри | Сети | Очки | Ср. | Місце | Примітки |
| ---- | --------------- | ---- | ---- | ---- | --- | ----- | -------- |
| 2014 | Чемпіонат світу | 9    | 30   | 23   | ,   | 9     |          |
| 2018 | Чемпіонат світу | 9    | 30   | 99   | ,   | 11    |          |
| 2022 | Чемпіонат світу | 9    | 33   | 78   | ,   | 14    |          |

## Галерея

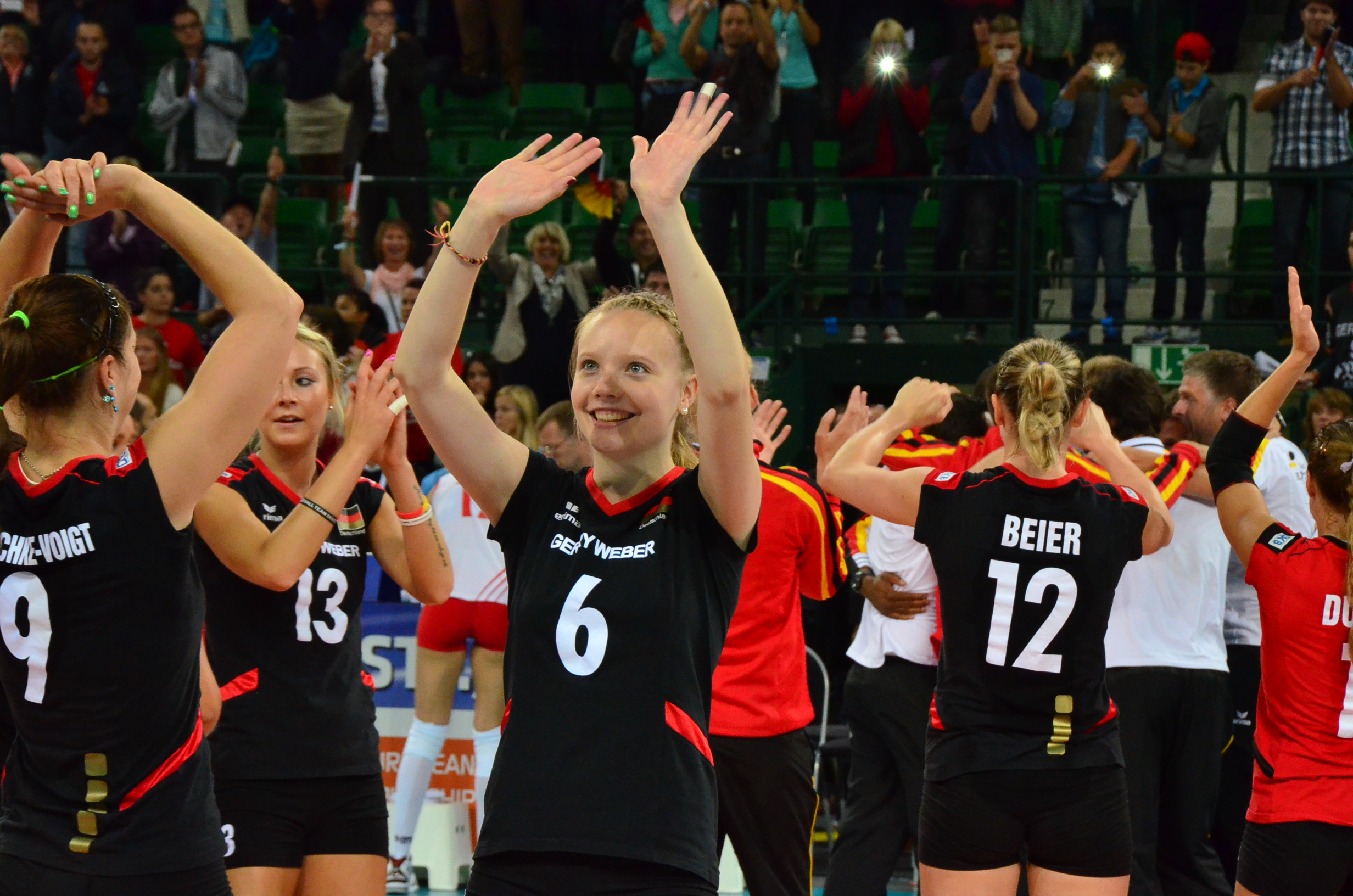
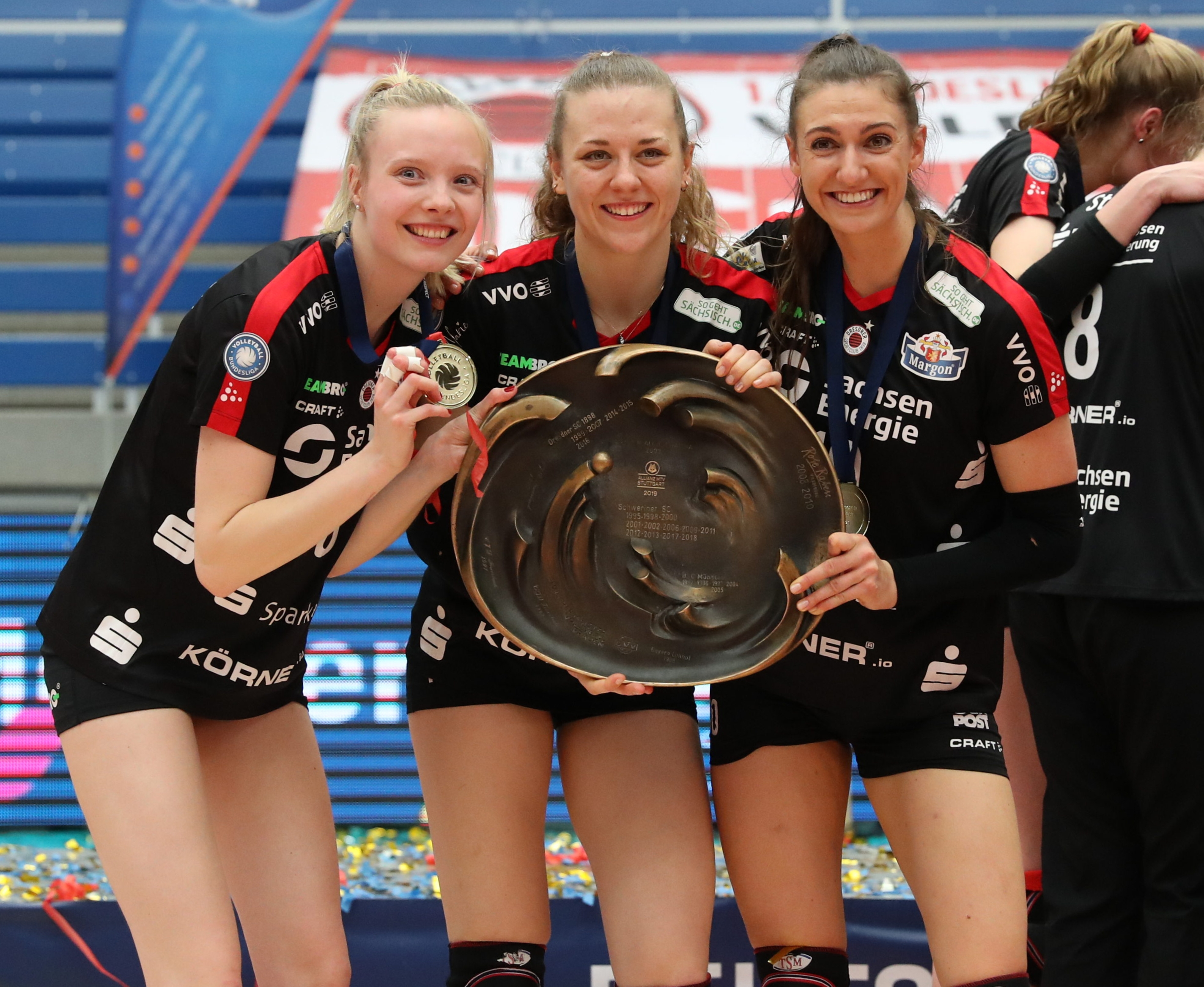